# Сонка
Сонка — деревня в Фировском районе Тверской области. Входит в состав Великооктябрьского сельского поселения.
Находится в 29 километрах к югу от районного центра посёлка Фирово.
Население по переписи 2010 года — 6 человек.

## История
В окрестностях деревни имеются четыре кургана. Так же, у деревни было сражение с литовцами. 
В деревне стоит кирпичная часовня. По одним данным, посвящена св. Георгию Победоносцу, по другим - пророку Илие. Оба праздника отмечались ранее всей деревней. 
Возле часовни могильный памятник погибшим в битве с литовцами. 
В советские годы в часовне работал магазин. Сейчас  она приписана к храму Рождества Христова села Трестино Фировского района. 
Стараниями настоятеля в 2020г. поставлен деревянный купол и крест. 
На 6 мая и 2 августа служились молебны и шли крестные ходы по деревне. 
Входила в состав Иванодворской волости Осташковского уезда.
В 1859 году в деревне 46 дворов, 133 жителя.